# Pojęcie forsingu
Pojęcie forsingu – praporządek używany w teorii forsingu i jej zastosowaniach.
Jeśli {\displaystyle (\mathbb {P} ,\leqslant )} jest pojęciem forsingu, to elementy zbioru {\displaystyle \mathbb {P} } są nazywane warunkami, a dla {\displaystyle p,q\in \mathbb {P} } takich że {\displaystyle q\leqslant p} mówimy, że warunek {\displaystyle q} jest silniejszy niż warunek {\displaystyle p}. Ponieważ część matematyków używa odwrotnej notacji (głównie Saharon Szelach i jego współpracownicy), to zwyczajowo przyjmuje się konwencję alfabetyczną: warunki silniejsze są oznaczane przez późniejsze litery alfabetu.
Gdy nie istnieje warunek silniejszy od każdego z dwóch warunków q oraz r, to mówimy, że te dwa warunki są sprzeczne.
W artykule o forsingu, teoria leżąca u jego podstaw jest rozwinięta w oparciu o zupełne algebry Boole’a, jednak często rozwija się tę teorię bazując całkowicie na pojęciach forsingu.

## Związek z zupełnymi algebrami Boole’a
Każde pojęcie forsingu jest bardzo blisko związane z pewną zupełną algebrą Boole’a. Aby przedstawić ten związek, musimy wprowadzić algebry Boole’a regularnie otwartych podzbiorów przestrzeni topologicznej.
Niech {\displaystyle (X,\tau )} będzie przestrzenią topologiczną. Powiemy, że zbiór {\displaystyle U\subseteq X} jest regularnie otwarty jeśli {\displaystyle \mathrm {int} (\mathrm {cl} (U))=U} (gdzie int jest operacją wnętrza zbioru a cl oznacza operację domknięcia). Na rodzinie {\displaystyle \mathrm {RO} (X)} wszystkich regularnie otwartych podzbiorów przestrzeni X wprowadzamy operacje +, · oraz ∼ przez:
{\displaystyle U+V=\mathrm {int} (\mathrm {cl} (U\cup V)),}     {\displaystyle U\cdot V=U\cap V}   oraz   {\displaystyle \sim U=X\setminus \mathrm {cl} (U).}
Wówczas {\displaystyle (\mathrm {RO} (X),+,\cdot ,\sim ,\varnothing ,X)} jest zupełną algebrą Boole’a.
Powiemy, że częściowy porządek {\displaystyle (\mathbb {P} ,\leqslant )} jest separatywny jeśli dla każdych warunków {\displaystyle p,q\in \mathbb {P} } takich że {\displaystyle q\not \leqslant p} można znaleźć warunek {\displaystyle r\in \mathbb {P} } który jest silniejszy niż q (tzn. {\displaystyle r\leqslant q}) oraz sprzeczny z p (tzn. nie ma żadnego warunku {\displaystyle s\in \mathbb {P} } który by spełniał jednocześnie {\displaystyle s\leqslant p} oraz {\displaystyle s\leqslant r}).
Przypuśćmy teraz, że {\displaystyle (\mathbb {P} ,\leqslant )} jest separatywnym porządkiem częściowym. Dla {\displaystyle p\in \mathbb {P} } połóżmy {\displaystyle U_{p}=\{q\in \mathbb {P} :q\leqslant p\}.} Wówczas rodzina {\displaystyle \{U_{p}:p\in \mathbb {P} \}} jest bazą pewnej topologii τ na zbiorze {\displaystyle \mathbb {P} .} Każdy zbiór {\displaystyle U_{p}} jest regularnie otwarty w tej topologii a odwzorowanie
{\displaystyle p\mapsto U_{p}\colon \mathbb {P} \longrightarrow \mathrm {RO} (\mathbb {P} )}
jest zanurzeniem porządkowym którego obraz jest gęstym podzbiorem algebry {\displaystyle \mathrm {RO} (\mathbb {P} )} (tzn. każdy niepusty regularnie otwarty podzbiór {\displaystyle \mathbb {P} } zawiera pewien zbiór {\displaystyle U_{p}} {\displaystyle (p\in \mathbb {P} )}).
Tak więc każdy separatywny porządek częściowy może być traktowany jako gęsty podzbiór pewnej zupełnej algebry Boole’a. (Algebra ta jest wyznaczona jednoznacznie z dokładnością do izomorfizmu tożsamościowego na {\displaystyle \mathbb {P} .})
W ogólnym przypadku pojęć forsingu (czyli praporządków), dokonuje się najpierw pewnych utożsamień, aby otrzymać separatywny porządek częściowy.

## Przykłady
Rodzina pojęć forsingu stosowanych w teorii mnogości jest olbrzymia. Duża część publikacji prezentujących nowe wyniki niezależnościowe wprowadza też nowe pojęcia forsingu używane w dowodach. Poniżej dajemy przykłady jednych ze starszych pojęć forsingu.
- Forsing Cohena[2]:

warunkami są skończone ciągi p liczb naturalnych,
porządkiem jest odwrotna relacja przedłużania ciągów (czyli {\displaystyle q\leqslant p} wtedy i tylko wtedy, gdy {\displaystyle p\trianglelefteq q});
powyżej, symbol {\displaystyle \trianglelefteq } oznacza relację wydłużania ciągów. Jeśli ciągi są traktowane jako funkcje to relacja ta jest relacją zawierania (i {\displaystyle \trianglelefteq \ =\ \subseteq }).
Algebra Boole’a odpowiadająca temu pojęciu forsingu to algebra ilorazowa {\displaystyle {\mathcal {B}}/{\mathcal {K}},} gdzie {\displaystyle {\mathcal {B}}} jest {\displaystyle \sigma }-ciałem borelowskich podzbiorów prostej rzeczywistej {\displaystyle \mathbb {R} } a {\displaystyle {\mathcal {K}}} jest rodziną wszystkich zbiorów {\displaystyle A\in {\mathcal {B}}} które są pierwszej kategorii.
- Forsing Solovaya[3]:

warunkami są te domknięte podzbiory {\displaystyle \mathbb {R} ,} które mają dodatnią miarę Lebesgue’a,
porządkiem jest relacja zawierania (tzn. {\displaystyle q\leqslant p} wtedy i tylko wtedy, gdy {\displaystyle q\subseteq p}).
Algebra Boole’a odpowiadająca temu pojęciu forsingu to algebra ilorazowa {\displaystyle {\mathcal {B}}/{\mathcal {L}},} gdzie {\displaystyle {\mathcal {B}}} jest {\displaystyle \sigma }-ciałem borelowskich podzbiorów {\displaystyle \mathbb {R} } a {\displaystyle {\mathcal {L}}} jest rodziną tych zbiorów {\displaystyle A\in {\mathcal {B}}} które są miary zero.
- Forsing Lavera[4]:

warunkami są zbiory {\displaystyle T} skończonych ciągów liczb naturalnych takie że
(a) {\displaystyle (\forall t\in T)(\forall n)(t{\upharpoonright }n\in T)} oraz
(b) {\displaystyle (\exists s\in T)(\forall t\in T)([s\subseteq t\ \vee t\subseteq s]\ \wedge \ [s\subseteq t\ \Rightarrow \ \{n\in \mathbb {N} :t^{\frown }\langle n\rangle \in T\}} jest nieskończony]).
porządkiem jest relacja zawierania (tzn. {\displaystyle T\leqslant S} wtedy i tylko wtedy, gdy {\displaystyle T\subseteq S}).
- Forsing Mathiasa[5]:

warunkami są pary {\displaystyle (w,A)} takie, że {\displaystyle w} jest skończonym zbiorem liczb naturalych, {\displaystyle A} jest nieskończonym zbiorem liczb naturalnych oraz {\displaystyle \max(w)<\min(A),}
porządek jest zdefiniowany przez {\displaystyle (w',A')\leqslant (w,A)} wtedy i tylko wtedy, gdy {\displaystyle w\subseteq w',} {\displaystyle A'\subseteq A} oraz {\displaystyle w'\setminus w\subseteq A.}
- Forsing Hechlera:

warunkami są pary {\displaystyle (n,f)} takie, że {\displaystyle n} jest liczbą naturalną, a {\displaystyle f\colon \mathbb {N} \to \mathbb {N} } jest funkcją.
porządek jest zdefiniowany przez {\displaystyle (n',f')\leqslant (n,f)} wtedy i tylko wtedy, gdy {\displaystyle n\leqslant n',} {\displaystyle f(k)\leqslant f'(k)} dla każdego {\displaystyle k,} i {\displaystyle f{\upharpoonright }n=f'{\upharpoonright }n}
- Forsing Sacksa:

warunkami są doskonałe podzbiory prostej rzeczywistej {\displaystyle \mathbb {R} ,}
porządkiem jest relacja zawierania.

## Rozważane własności
W teorii forsingu rozważa się szereg własności pojęć forsingu które mają wpływ na własności odpowiadającym im rozszerzeń generycznych modeli teorii mnogości. Poniżej wymieniamy parę najbardziej znanych własności tego typu.
- Niech {\displaystyle \kappa } będzie liczbą kardynalną. Powiemy, że pojęcie forsingu {\displaystyle (\mathbb {P} ,\leqslant )} spełnia {\displaystyle \kappa }-cc jeśli każdy antyłańcuch w {\displaystyle \mathbb {P} } jest mocy mniejszej niż {\displaystyle \kappa .} Jeśli {\displaystyle \mathbb {P} } spełnia {\displaystyle \aleph _{1}}-cc to mówimy wtedy też, że {\displaystyle \mathbb {P} } spełnia warunek przeliczalnych antyłańcuchów albo {\displaystyle \mathbb {P} } spełnia ccc („countable chain condition”)
- Dla liczby kardynalnej κ, powiemy, że pojęcie forsingu {\displaystyle (\mathbb {P} ,\leqslant )} jest {\displaystyle (<\kappa )}-domknięte jeśli każdy łańcuch w {\displaystyle \mathbb {P} } mocy mniejszej niż {\displaystyle \kappa } ma ograniczenie dolne.
- Niech {\displaystyle \chi } będzie regularną liczbą kardynalną a {\displaystyle {\mathcal {H}}(\chi )} będzie rodziną wszystkich zbiorów dziedzicznie mocy mniejszej niż {\displaystyle \chi .} Przypuśćmy, że {\displaystyle \mathbb {P} } jest pojęciem forsingu a {\displaystyle N} jest przeliczalnym elementarnym podmodelem {\displaystyle ({\mathcal {H}}(\chi ),\in )} takim, że {\displaystyle \mathbb {P} \in N.} Powiemy, że warunek {\displaystyle q\in \mathbb {P} } jest warunkiem {\displaystyle (N,\mathbb {P} )}-generycznym jeśli dla każdego maksymalnego antyłańcucha {\displaystyle {\mathcal {A}}\subseteq \mathbb {P} } który należy do modelu {\displaystyle N} mamy

dla każdego {\displaystyle r\in {\mathcal {A}},} jeśli {\displaystyle r,q} są niesprzeczne, to {\displaystyle r\in N.}
(Przypomnijmy, że warunki {\displaystyle r,q} są niesprzeczne, jeśli istnieje warunek {\displaystyle s\in \mathbb {P} } silniejszy niż oba te warunki.)
Pojęcie forsingu {\displaystyle \mathbb {P} } jest proper, jeśli dla każdej dostatecznie dużej regularnej liczby kardynalnej {\displaystyle \chi } istnieje {\displaystyle x\in {\mathcal {H}}(\chi )} taki, że:
jeśli {\displaystyle N} jest przeliczalnym elementarnym podmodelem {\displaystyle ({\mathcal {H}}(\chi ),\in ),} {\displaystyle \mathbb {P} ,x\in N} oraz {\displaystyle p\in \mathbb {P} \cap N,}
to istnieje warunek {\displaystyle q\leqslant p} który jest {\displaystyle (N,\mathbb {P} )}-generyczny.